# Afroedura hawequensis
Afroedura hawequensis är en ödleart som beskrevs 1985 av Pieter Le Fras Nortier Mouton och David P. Mostert. Arten ingår i släktet Afroedura och familjen geckoödlor. Arten förekommer i sydvästra Sydafrika och IUCN kategoriserar den som nära hotad. Inga underarter finns listade i Catalogue of Life. Som hos alla ödlor lägger honorna ägg.